# Norias de San Miguel
Norias de San Miguel är en ort i Mexiko.   Den ligger i kommunen Loreto och delstaten Zacatecas, i den centrala delen av landet, 400 km nordväst om huvudstaden Mexico City. Norias de San Miguel ligger 2 022 meter över havet och antalet invånare är 409.
Terrängen runt Norias de San Miguel är platt norrut, men söderut är den kuperad. Runt Norias de San Miguel är det ganska tätbefolkat, med 80 invånare per kvadratkilometer. Närmaste större samhälle är Loreto, 2,9 km öster om Norias de San Miguel. Trakten runt Norias de San Miguel består till största delen av jordbruksmark.